# Jaskinia Lodowa Małołącka

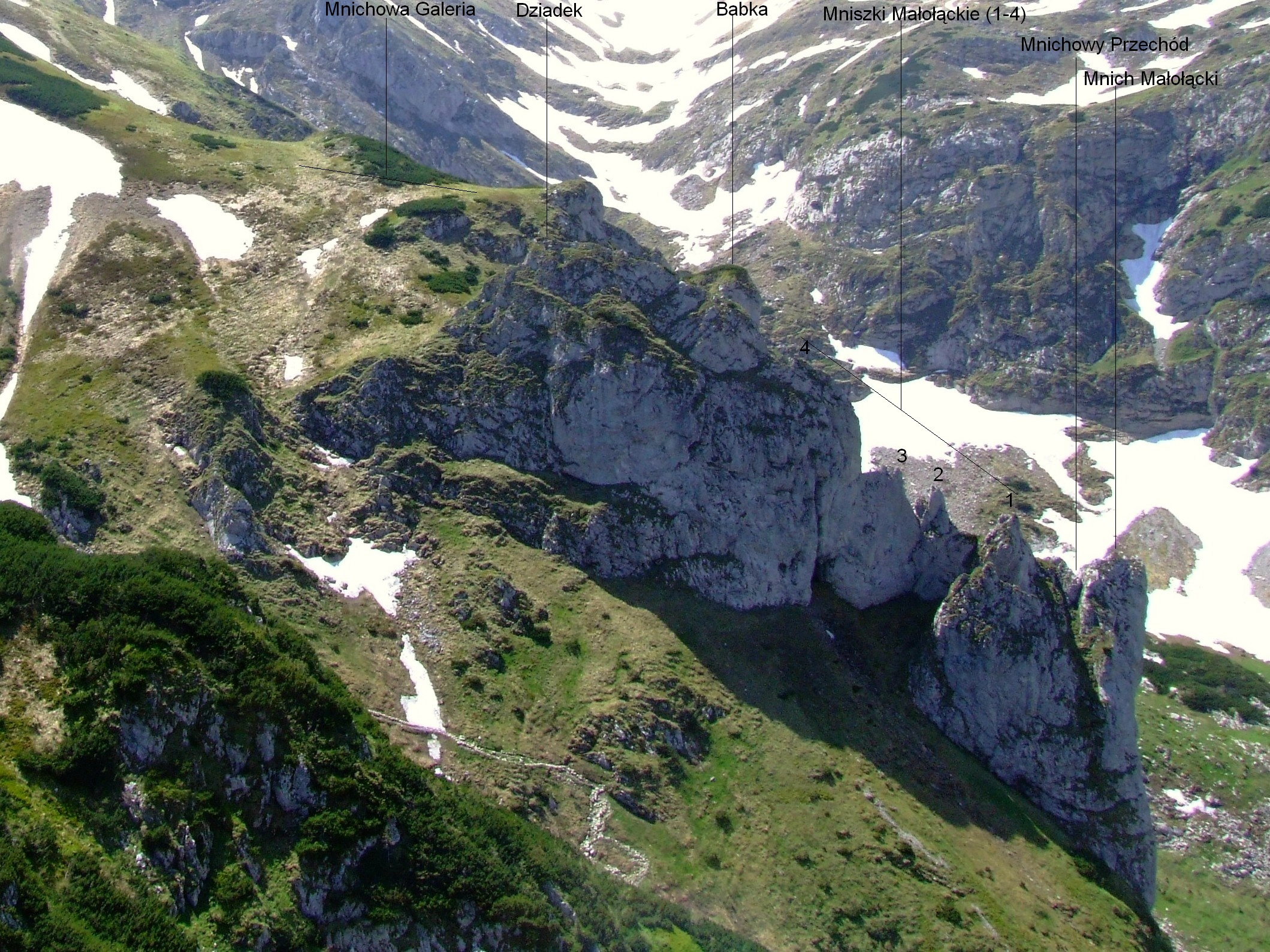
Mnichowe Turnie

Jaskinia Lodowa Małołącka (System Dziurawe, Jaskinia Lodowa w Mnichach) – jaskinia w Koprowych Mniszkach w Tatrach Zachodnich. Główne wejście do niej znajduje się na wschodnim zboczu Doliny Małej Łąki, w południowej części Mnichowych Turni nad Niżnią Świstówką na wysokości 1634 metrów n.p.m. Drugie wejście do jaskini (Dziura pod Lodową Małołącką II), położone niżej na wysokości 1622 metrów n.p.m., zostało zasypane, aby nie naruszać cyrkulacji powietrza. Długość jaskini wynosi 360 metrów, a jej deniwelacja 53 metry.

W okolicy znajdują się inne jaskinie, m.in. Pomarańczarnia, Dziura pod Lodową Małołącką I, Dziura przy Lodowej Małołąckiej I i Chuda Mnichowa Studnia.

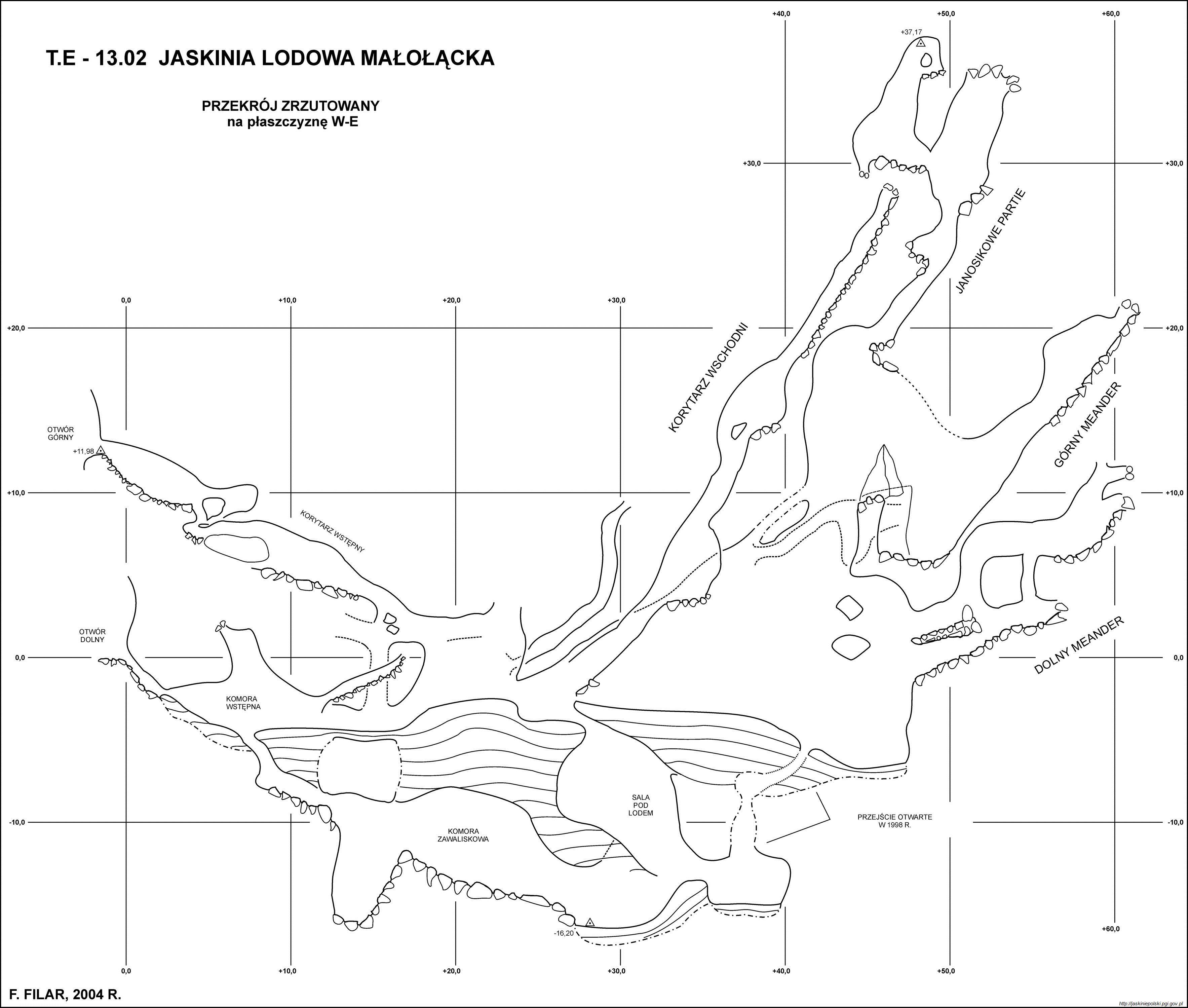
Przekrój jaskini

## Opis jaskini
Górne ciągi jaskini są wąskie, środkowe stanowią szerokie sale i korytarze.
Od niewielkiego otworu wejściowego w kształcie trójkąta o wymiarach 1,2 x 2,5 m, prowadzi Korytarz Wstępny w kształcie szczeliny, który kończy się niewielką niszą. Stąd odchodzi parę korytarzy. Jeden to ciasny meander kończący się szczeliną, drugi prowadzi do pokrytej lodem Komory Wstępnej, skąd można dostać się do Dziury pod Lodową Małołącką II i jej zasypanego otworu. Trzeci obszerny korytarz to Korytarz Główny. Idąc nim, po paru metrach, dochodzi się do rozgałęzienia. W bok odchodzi stromo w górę Korytarz Wschodni, który prowadzi do niewielkiej salki, a dalej do zawaliska. W dół idzie korytarz do dolnych partii jaskini. Korytarz Główny prowadzi dalej do wysokiej sali (po drodze jest wejście do Korytarza Północnego kończącego się małą salką i korytarzykiem prowadzącym do Górnego Meandra), a następnie przez progi i kominek do Dolnego Meandra. Stąd wspinając się progiem w górę, dochodzi się do rozgałęzienia. Jeden ciąg prowadzi do Korytarza Północnego, drugi do Górnego Meandra kończącego się zawaliskiem, a trzeci do górnej części komina (26 metrów wysokości), gdzie zaczynają się Janosikowe Partie. Jest to korytarz, który przez dwie sale prowadzi do zawaliska. Znajduje się tu najwyższy punkt jaskini.
Dolne partie jaskini. Z Korytarza Głównego odchodzi w dół ciąg zaczynający się szczeliną między lodem a skałą. Przy niskim stanie lodu można zjechać z niej do małej niszy lodowej i dalej, przez zacisk w lodzie, pod lód do Sali pod Lodem. W jej stropie znajduje się komin prowadzący do Korytarza Głównego. Z sali odchodzi też obszerny korytarz (znajduje się tu najniżej położony punkt w jaskini), którym dochodzi się do Komory Zawaliskowej o dnie pokrytym wielkimi wantami. Stąd można dostać się do niewielkiej salki. W salce okresowo wytapia się w lodzie przejście do Komory Wstępnej.
Dziura pod Lodową Małołącką II. Do 2000 roku samodzielna mała jaskinia o długości 2,80 metrów. Obszerny otwór ograniczony okapem prowadzi do niewielkiej salki. W salce znajduje się przejście do Komory Wstępnej w Jaskini Lodowej Małołąckiej. Otwór wejściowy do jaskini został zasypany w 2005 roku.

## Przyroda
W głównych salach jaskini grubość pokrywy lodowej wynosi nawet kilkanaście metrów. Dolne piętro jest zawalone skałami i lodem. Występuje w niej również lód naciekowy (stalaktyty, stalagmity, stalagnaty, polewy, draperie), firnowy, sublimacyjny (płatki lodowe). Formy te mają charakter okresowy, obecne są głównie we wstępnych partiach oraz w dolnym ciągu, gdzie zaznacza się ich wielka różnorodność i bogactwo. Są też szczeliny i kominy lodowe. We wnętrzu panuje mikroklimat, temperatura wynosi od −4 °C w maju do +0,2 °C w lipcu.

## Historia odkryć
Jaskinię została odkryta 21 września 1959 roku przez Stanisława Wójcika i Mariana Kruczka (lub R. Sznuka) z Zakopanego. W pierwszym roku eksploatacji łączną długość korytarzy jaskini oceniono na 100 m.
W 1997 roku odnaleziono przejście między lodem a skałą i w ten sposób odkryto dolne partie jaskini.
W 2000 roku odkryto połączenie z niewielką jaskinią Dziura pod Lodową Małołącką II i w ten sposób otwór wejściowy tej jaskini stał się dolnym otworem Jaskini Lodowej Małołąckiej.
W 2004 roku odkryto Janosikowe Partie.